# Barfüßerkirche (Augsburg)

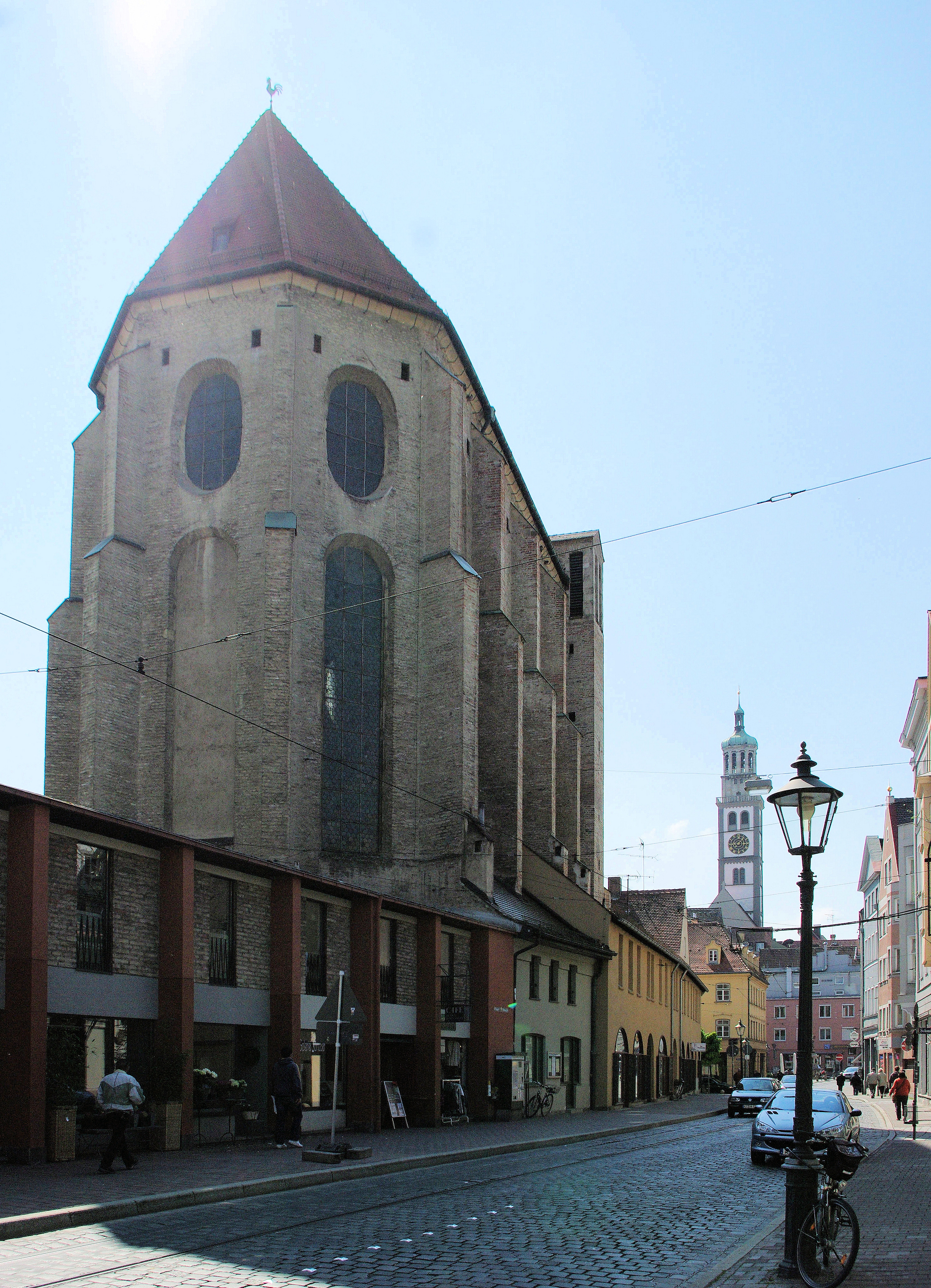
Barfüßerkirche, Blick zum Chor aus Nordosten

Die evangelische Barfüßerkirche in der Altstadt von Augsburg wurde im 13. Jahrhundert von den Franziskanern (Barfüßern) erbaut. Nach ihrer weitgehenden Zerstörung im Zweiten Weltkrieg wurde sie in Teilen vereinfacht wiederaufgebaut. Der hauptsächlich noch aus dem ehemaligen Chor bestehende turmlose Kirchenbau ragt aus dem Gewirr der engen Gassen und einfachen Giebelhäuser heraus und wirkt in seiner strengen Form gerade und akkurat.
Die Barfüßerkirche ist die Taufkirche von Bertolt Brecht und ist heute ein Baudenkmal im Augsburger Stadtbezirk Lechviertel, östliches Ulrichsviertel. Sie ist dem Evangelisch-Lutherischen Dekanat Augsburg zugeordnet und gehört damit zum Kirchenkreis Schwaben-Altbayern.

## Geschichte

### Gründung und Vorgängerbauten

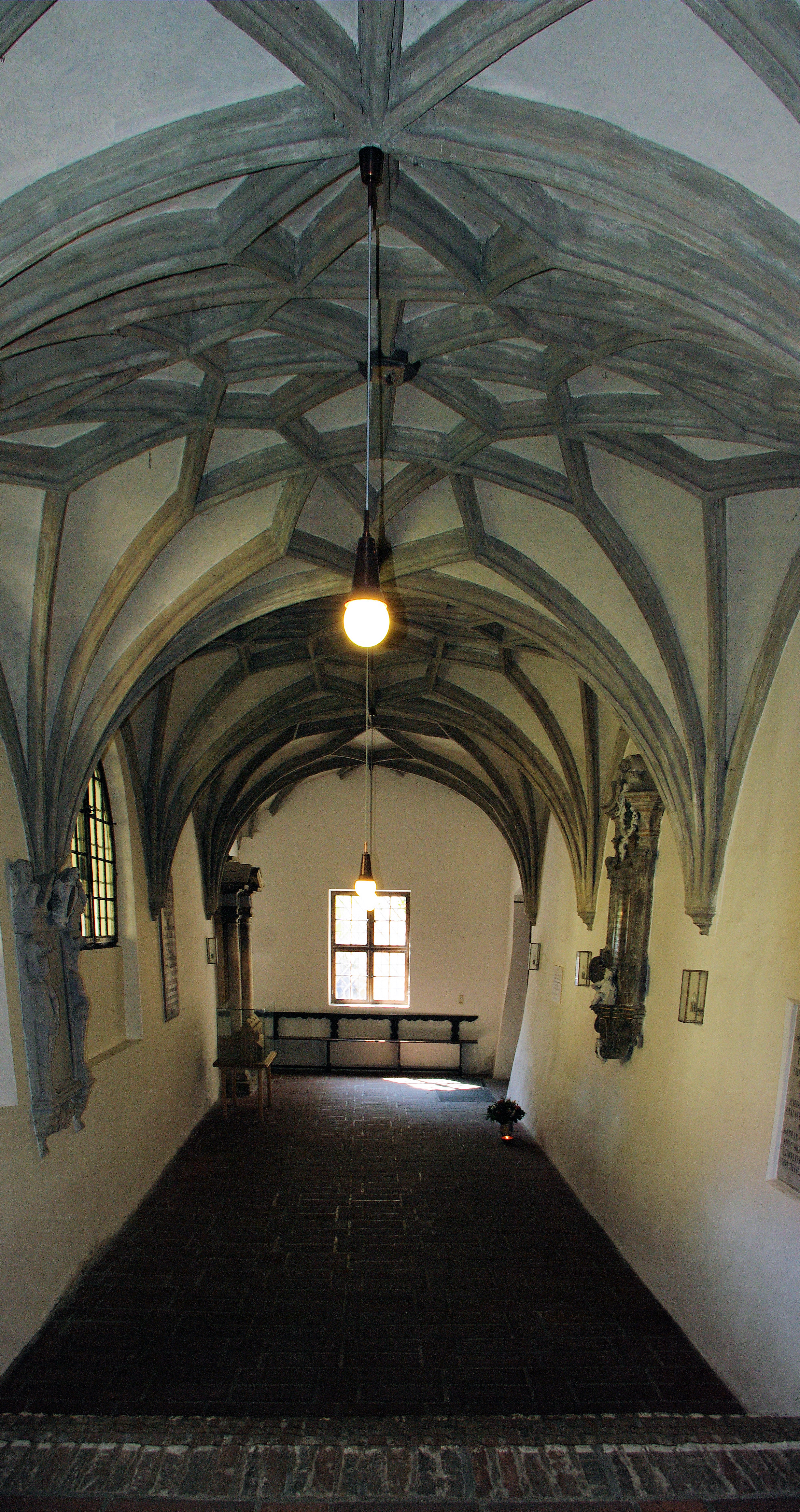
Ein Teil des Kreuzgangs in der Barfüßerkirche

Im Jahr 1243 wurde die Barfüßerkirche von Brüdern des 1210 gegründeten Franziskanerordens inmitten des Augsburger Lechviertels neben dem Barfüßertor als kleine Kirche errichtet. Die Franziskaner waren auf dem großen Mattenkapitel des Ordens an Pfingsten 1221 an der Portiuncula-Kapelle in Assisi von Franz von Assisi nach Deutschland gesandt worden und erreichten über Trient, Bozen und Brixen am 16. Oktober 1221 Augsburg, wo sie das Franziskanerkloster Augsburg, das erste Franziskanerkloster in Deutschland, errichteten.
1244 wurde der Kirche neben dem Patrozionium des heiligen Jakobus des Älteren das Patrozinium der „heiligen Jungfrau Maria“ verliehen. Für einen Raum zur Erweiterung der Kirche verkaufte 1265 der Dompropst Ludwig Graf von Helfenstein mit Einwilligung des Domkapitels und des Magistrats den Franziskanern zwei Häuser bei der Stadtmauer. Den romanischen Nachfolgebau aus dem Jahr 1265 vernichtete ein Brand im Jahr 1398. Von 1407 bis 1411 wurde die Barfüßerkirche als dreischiffige Basilika (mit einschiffigem Chor ohne Chorumgang) im Stil der Gotik auf den alten Grundmauern wiederaufgebaut. Einen Turm hatte die Kirche nie, lediglich einen Dachreiter. Die Alexiuskapelle wurde von Ulrich Rehlinger, einem Augsburger Patrizier, gestiftet. Die Einweihung erfolgte am 23. August 1411 durch Bischof Friedrich Wilhelm Wiedenholzer.

### Reformation und Barockzeit

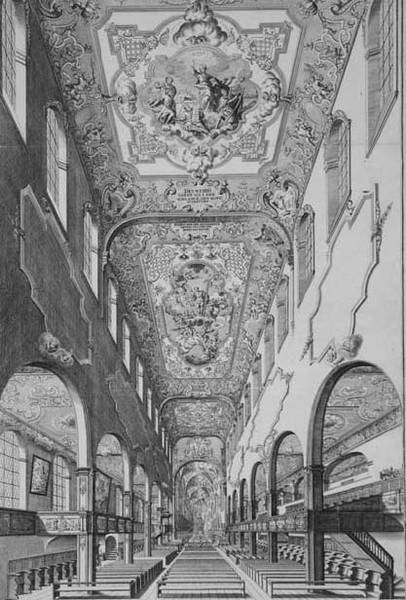
Das Kircheninnere im 18. Jahrhundert

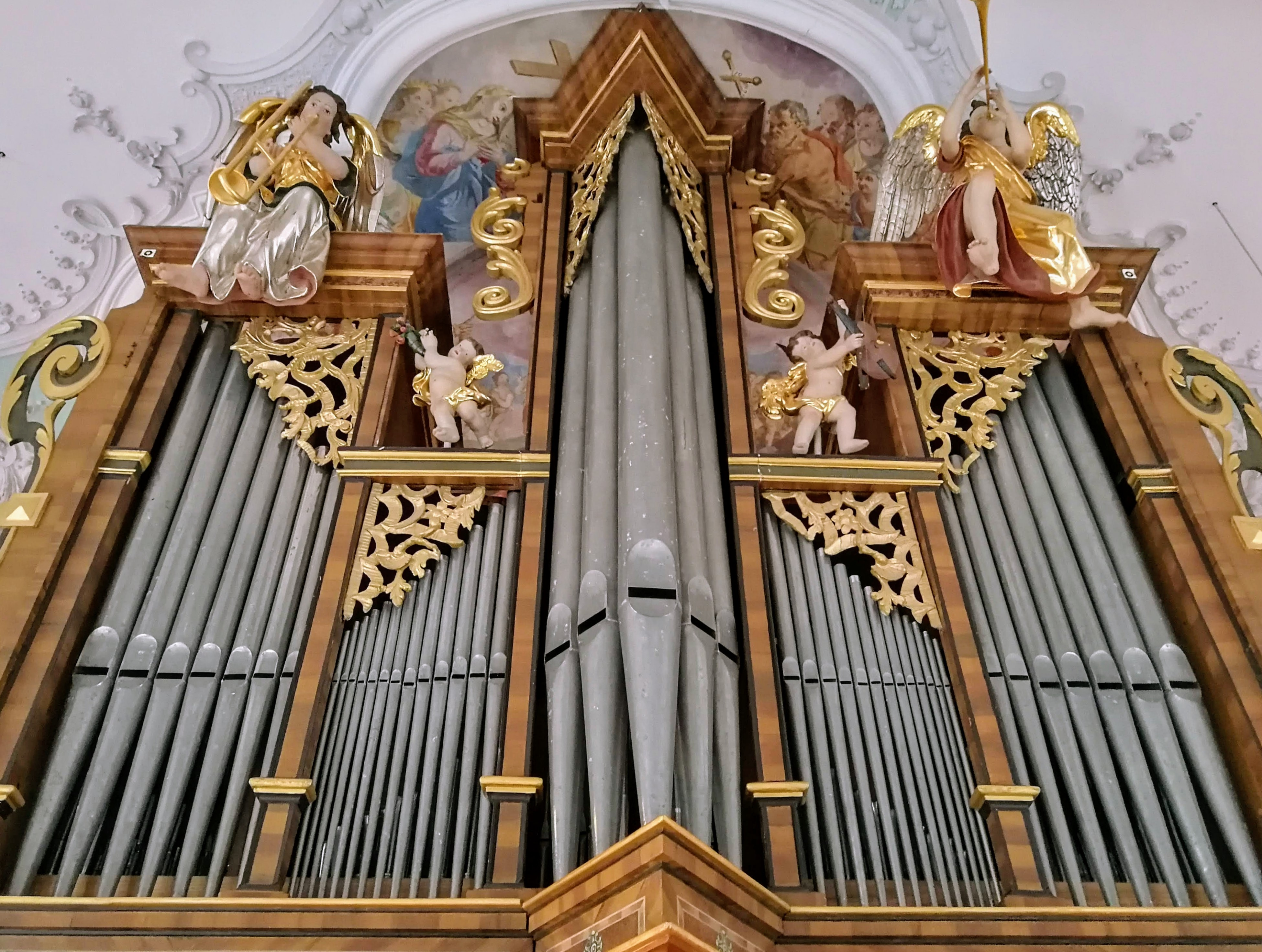
Prospekt der Günzer-Orgel, heute in der Pfarrkirche St. Martin in Gabelbach

In der Reformationszeit traten die Barfüßer-Brüder ihr Kloster an den Magistrat ab und verließen die Stadt. 1524 wurde in der Barfüßerkirche eine erste evangelische Predigt gehalten. 1535, nach Auflösung des Franziskanerklosters, wurde die Kirche zum ersten evangelischen Gotteshaus in Augsburg.
Anstelle des Klosters ließ der Magistrat ein Gebäude errichten, in dem 1543 bis 1548 die St.-Jakobs-Pfründe verlegt wurde. Während des Dreißigjährigen Krieges war die Kirche in Besitz der Katholiken, bis sie am 13. Februar 1649 förmlich den Protestanten übergeben wurde. Am 17. Februar 1649 räumten die Barfüßer endgültig das Kloster.
Die erste urkundliche Erwähnung der Orgel von Marx Günzer geht auf das Jahr 1609 zurück. Sie wurde für 150 Jahre in der Barfüßerkirche gespielt, bevor man sie für die 200-Jahr-Feier des Augsburger Religionsfriedens 1755 durch eine neue ersetzen wollte und sie deshalb abgebaut und nach Gabelbach verkauft hat, wo sie, 2016 restauriert, erhalten geblieben ist. Sie gilt als die älteste bekannte Orgel im süddeutschen Raum.

Von 1724 bis 1760 erfolgte die Umgestaltung nach spätbarockem Zeitgeschmack. Im Zuge der Umgestaltung wurde 1750 auch die Kanzel von Christoph Friedrich Rudolph geschaffen. 1757 erfolgte der Einbau der von Johann Andreas Stein geschaffenen Prunkorgel. 1777 spielte Wolfgang Amadé Mozart bei seiner Städtereise (1777–1780) an diesem Instrument, das Stein ohne Kurze Oktave errichtet hatte und meinte: Auf dieser neuen Orgel von J. A. Stein spielte im Oktober 1777 Wolfgang Amadeus Mozart, wie aus einem Brief an seinem Vater zu entnehmen ist:

„wir kamen auf den Chor. ich fieng zu Præludiren an, da lachte er (= Johann Andreas Stein) schon, dann eine fuge. das glaube ich, sagte er, daß sie gerne orgl spiellen; wen man so spiellt – – vom anfang war mir das Pedal ein wenig fremd, weill es nicht gebrochen war. es fing c an, dann d - e, in einer reihe. Beÿ uns ist aber D und E oben, wie hier Eb und f#. ich kam aber gleich drein“

### 19. und 20. Jahrhundert
Anfang des 19. Jahrhunderts war die Kirche der Anna Magdalena von Greif´schen Wohltätigkeitsstiftung 700 Gulden Fundationskapital schuldig. Das damalige Kirchenvermögen bestand aus Aktivkapitalien, einem Pfarrhaus neben fünfzehn an die Kirche angebauten Kaufläden und einem Messnerhaus, in einem Gesamtwert von 30.053 fl. 1825 wurden das benachbarte Barfüßertor und die Alexiuskapelle abgebrochen. Im Zuge der Erneuerung erhielt die Kirche 1886 bunte Bleiglasfenster, fünf Fenster im Chor, drei Fenster rechts und drei Fenster links der Kanzel. Für die Auswahl und Zusammenstellung war der damalige Pfarrer Döderlein zuständig.
Die Stein-Orgel wurde im Lauf der Zeit aufgrund des sich ändernden Zeitgeschmacks mehrfach umgebaut. Albert Schweitzer spielte am 31. Mai 1929 ebenfalls ein Konzert, nachdem das Instrument durch den Orgelbauer Walcker – zu jener Zeit wieder von dem Ideal der Barockmusik inspiriert – abermals verändert worden war, und dann über 63 Register verfügte.

### Zerstörung und Wiederaufbau

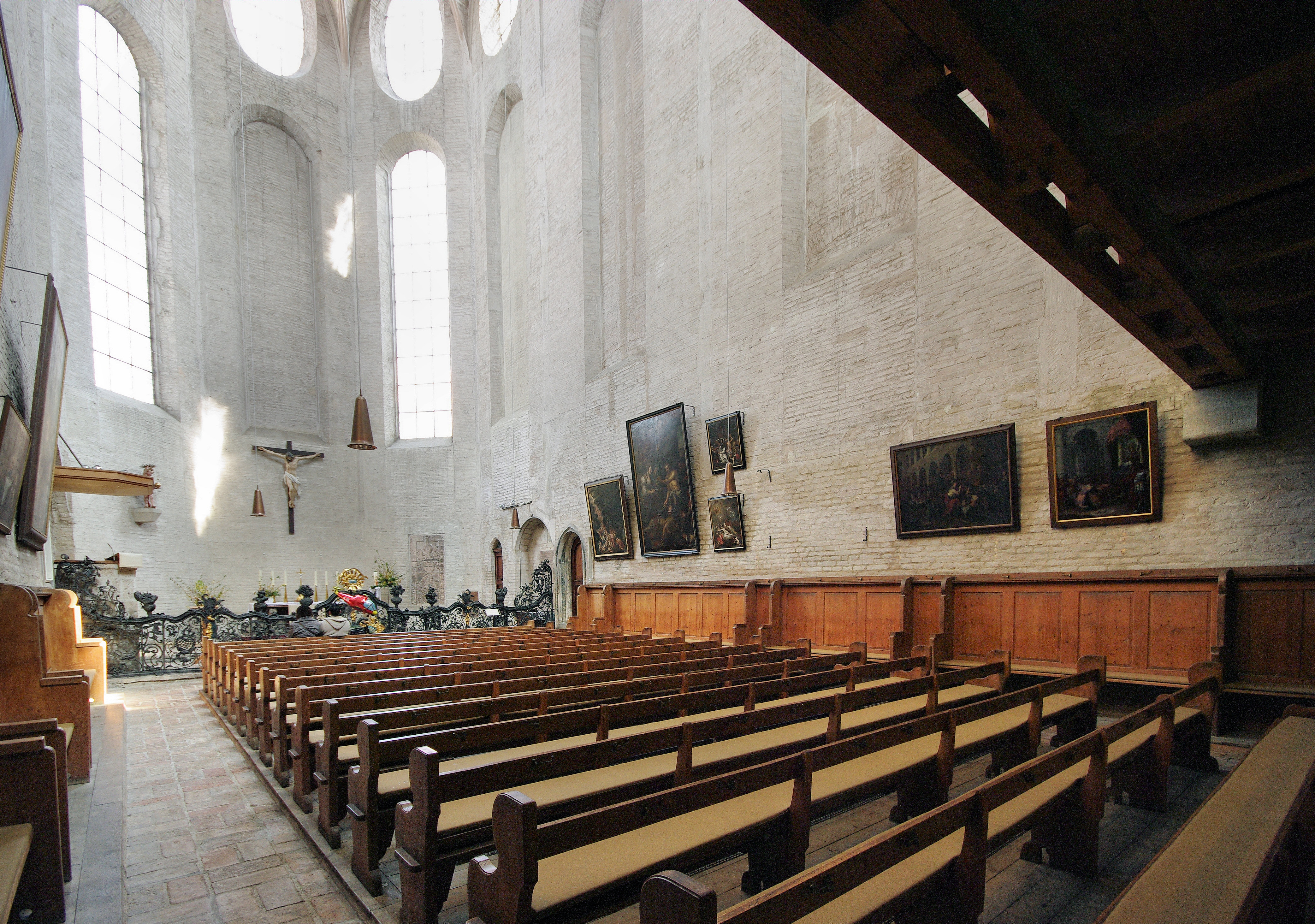
Blick in den Kirchenraum Richtung Altar

Während der britischen Luftangriffe vom 25. auf den 26. Februar 1944 wurde die Barfüßerkirche bis auf den massiv gemauerten Chorraum nahezu vollständig zerstört. Die reiche Innenausstattung – darunter die kunstvoll geschnitzte Kanzel und die prachtvolle Orgel – fiel den Flammen zum Opfer. Nur wenige Ausstattungsstücke, wie das 1760 gefertigte Chorgitter und das Christuskind von Georg Petel, konnten rechtzeitig in Sicherheit gebracht und später wieder in die Kirche integriert werden.
Der Wiederaufbau erfolgte nach Kriegsende in verkürzter und vereinfachter Form. Bereits 1949 konnte der Palmsonntagsgottesdienst in der wiederhergestellten Kirche gefeiert werden. Anstelle des nicht rekonstruierten hinteren Kirchenschiffs entstand ein begrünter Innenhof, der für die Öffentlichkeit zugänglich ist.
2013 wurde durch Zufall ein Teil des verloren geglaubten „Barfüßer-Archivs“ mit historischen Dokumenten in einem alten Schrank auf dem Dachboden wiederentdeckt. Es galt seit 1944 als verschollen.

## Ausstattung

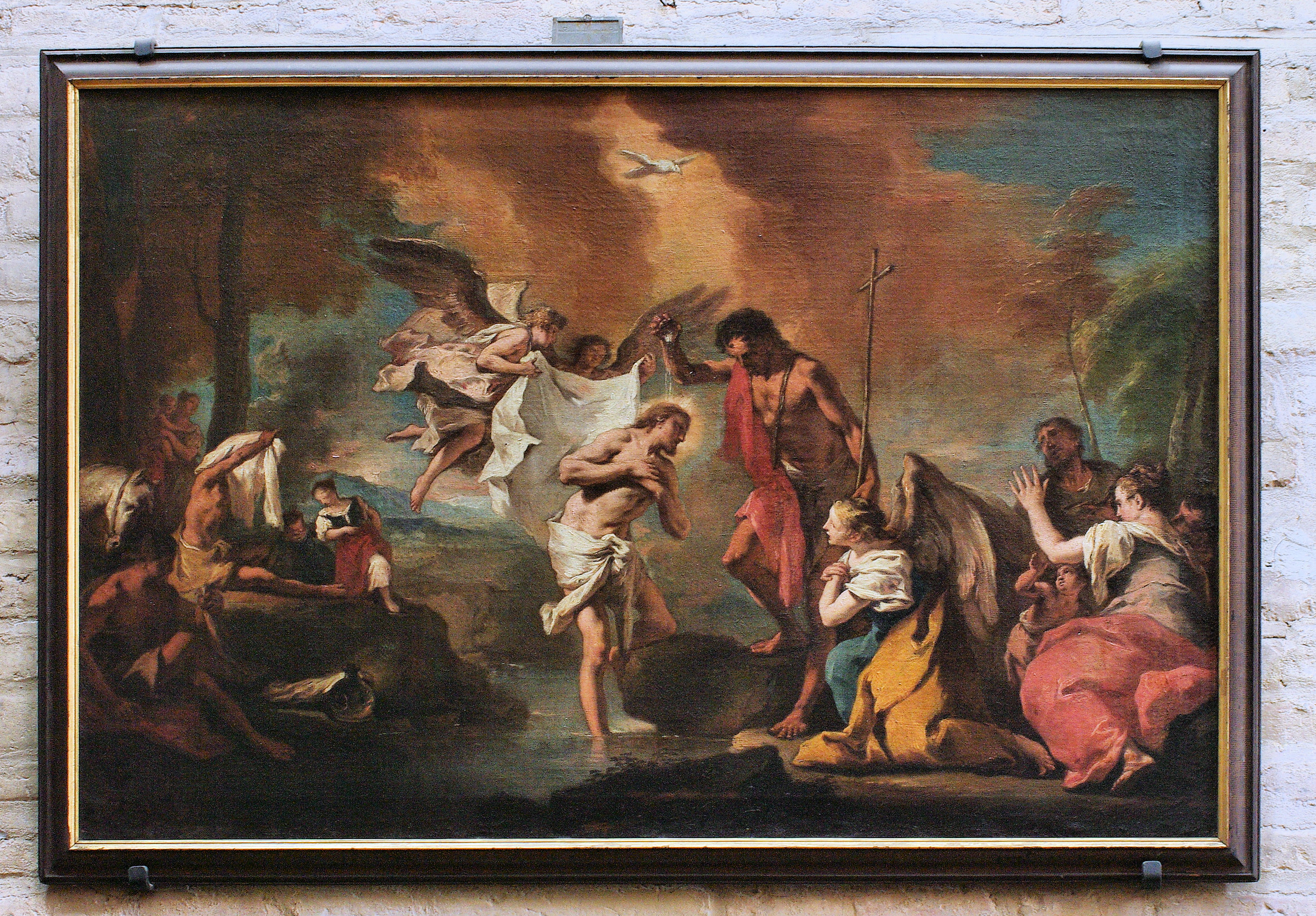
„Die Taufe Christi“ von Johann Heiss

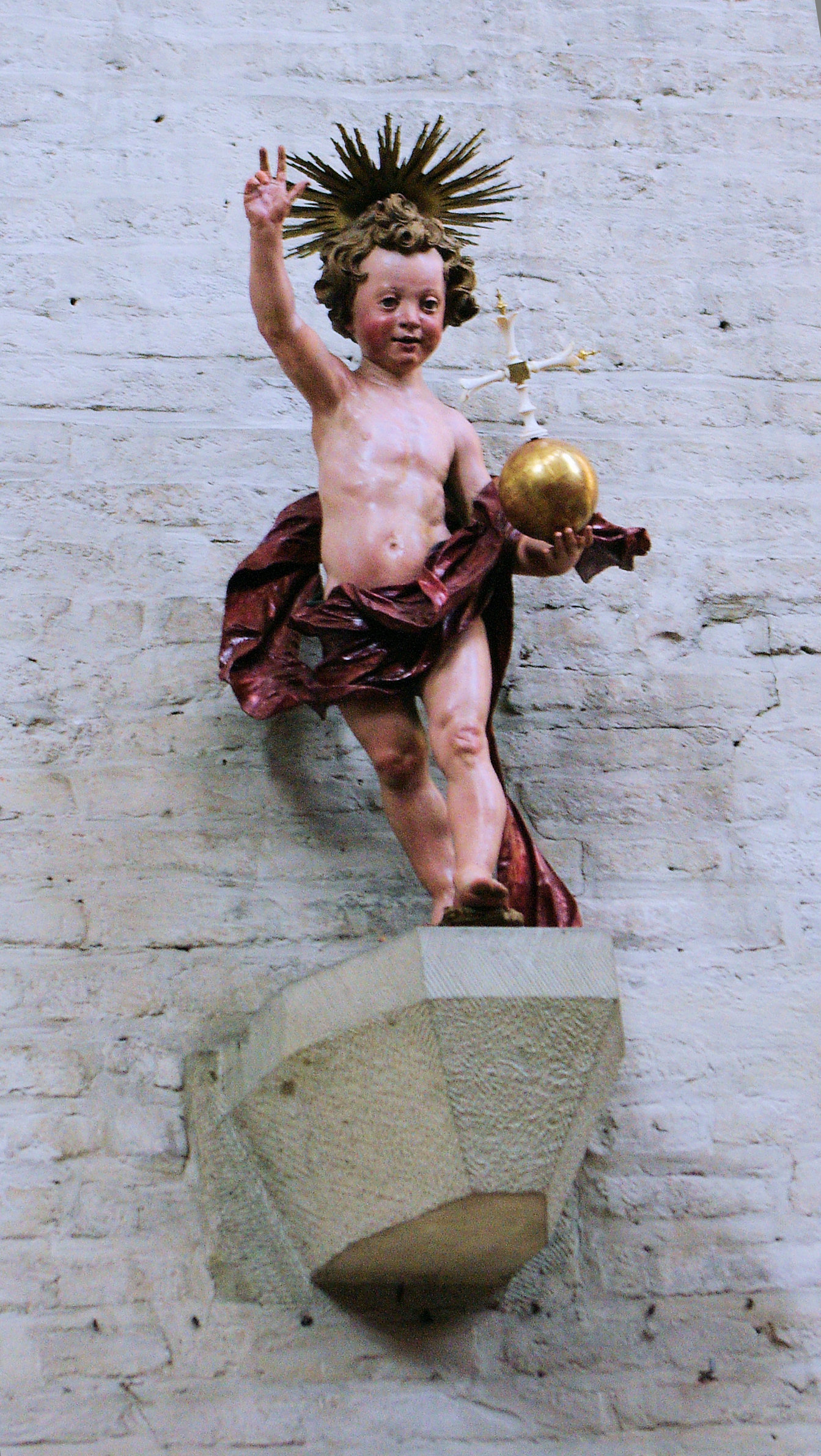
„Christkind“ von Georg Petel, 1631/1632

Das zwischen 1680 und 1690 entstandene Gemälde „Die Taufe Christi“ stammt von Johann Heiss. Zusammen mit dem Altarbild „Das letzte Abendmahl“ von Gottfried Eichler aus dem Jahr 1730 schmückt es noch heute das ansonsten schlichte Innere der Barfüßerkirche. Matthäus Gundelach, Abraham Synacher und Andreas Löscher gestalteten die Emporenbilder.
Das Kruzifix und das „Christkind“ wurden vom Augsburger Georg Petel in den Jahren 1631 und 1632 geschaffen. Das von Peter Laire geschenkte Chorgitter fertigte bis 1760 der Kunstschlosser Johann Samuel Birkenfeld.

### Orgel

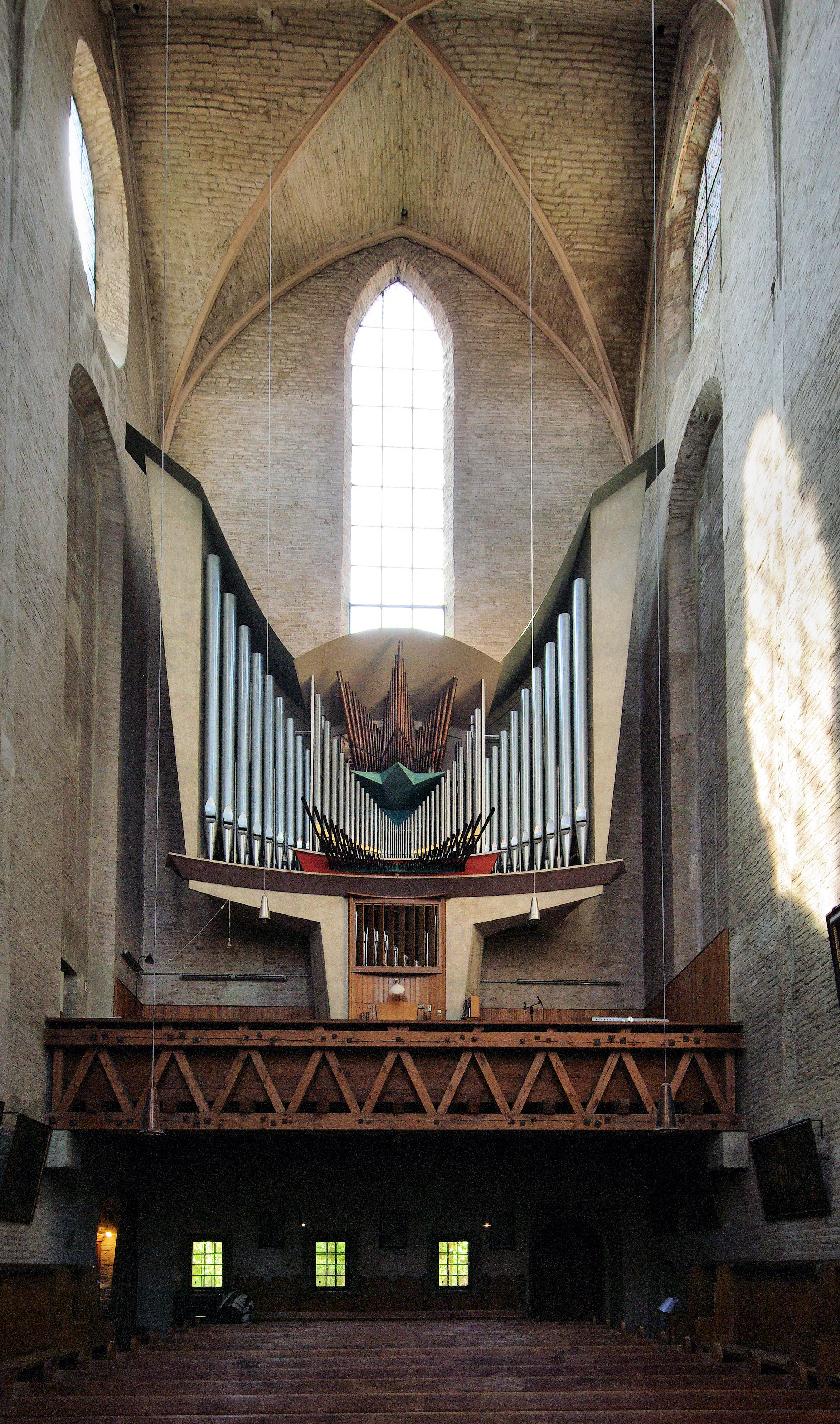
Rieger-Orgel

Die heutige Orgel wurde 1958 durch die österreichische Werkstatt Rieger errichtet. Sie hat 35 Register auf drei Manualen und Pedal. Die Disposition lautet:
| I Kronwerk     |       |
| Rohrgedackt    | 8′    |
| Salicional     | 8′    |
| Principal      | 4′    |
| Koppelflöte    | 4′    |
| Blockflöte     | 2′    |
| Quintlein      | 1 ⁄3′ |
| None           | 8⁄9′  |
| Sesquialter II |       |
| Scharf IV      | 1′    |
| Tremulant      |       |

| II Hauptwerk |       |
| Quintade     | 16′   |
| Principal    | 8′    |
| Spitzflöte   | 8′    |
| Weitoctav    | 4′    |
| Nasat        | 2 ⁄3′ |
| Superoctav   | 2′    |
| Mixtur VI    | 1 ⁄3′ |
| Trompete     | 8′    |
| Clairon      | 4′    |
| Cymbelstern  |       |

| III Brustwerk |      |
| Holzgedackt   | 8′   |
| Rohrflöte     | 4′   |
| Principal     | 2′   |
| Sifflöte      | 1′   |
| Cymbel III    | 1⁄2′ |
| Regal         | 16′  |
| Krummhorn     | 8′   |
| Tremulant     |      |

| Pedal         |       |
| Principal     | 16′   |
| Subbaß        | 16′   |
| Octavbaß      | 8′    |
| Subbaß        | 8′    |
| Pommer        | 4′    |
| Rohrpfeife    | 2′    |
| Choralbaß III | 4′    |
| Rauschwerk IV | 2 ⁄3′ |
| Posaune       | 16′   |
| Trompete      | 8′    |

- Bemerkungen: Schleifladen, mechanische Spiel- und elektrische Registertraktur

- Koppeln: I/P, II/P, III/P, III/II, III/I, II/I

- Spielhilfen: 6 Setzerkombinationen

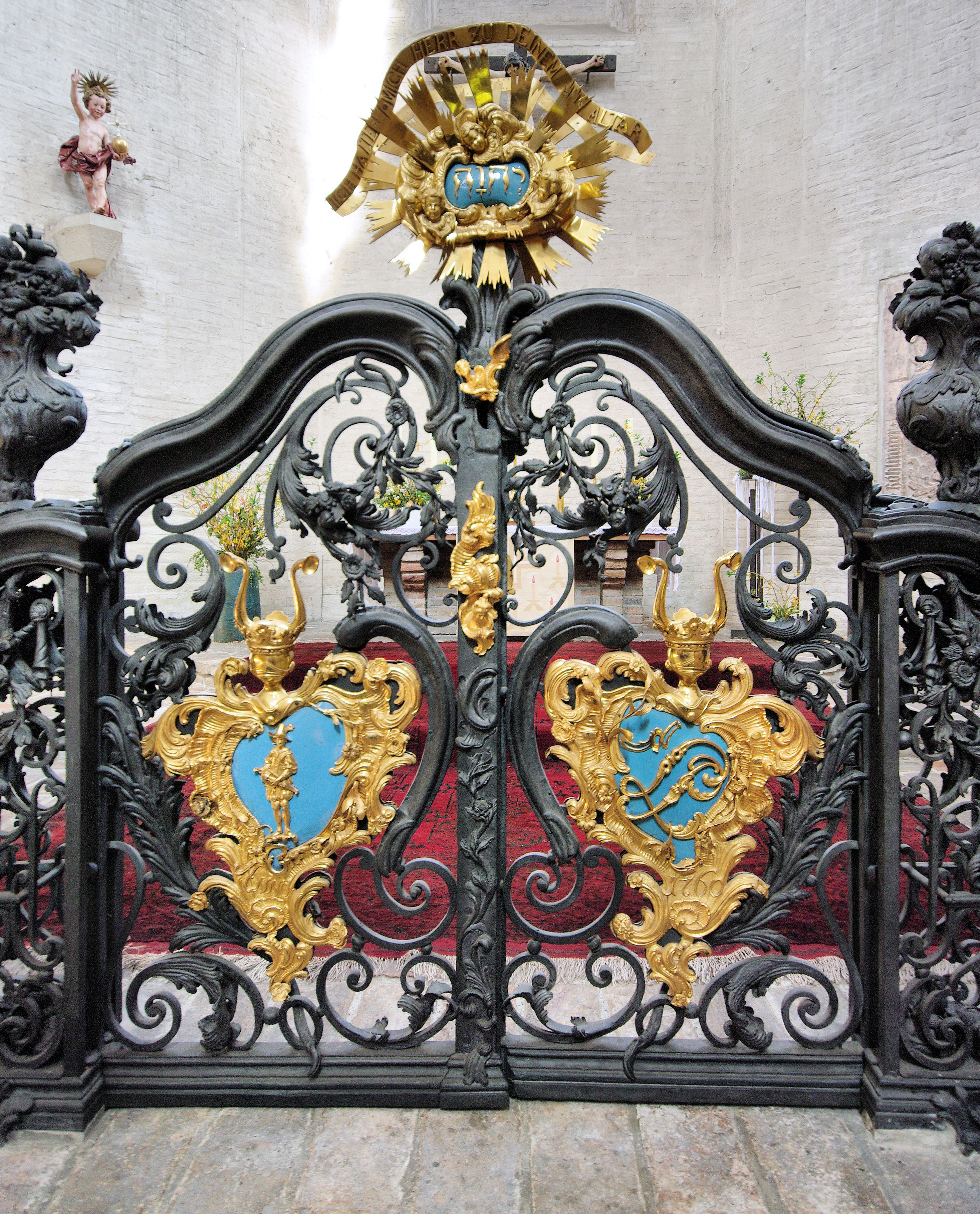
Die Tür im Chorgitter von Johann Samuel Birkenfeld
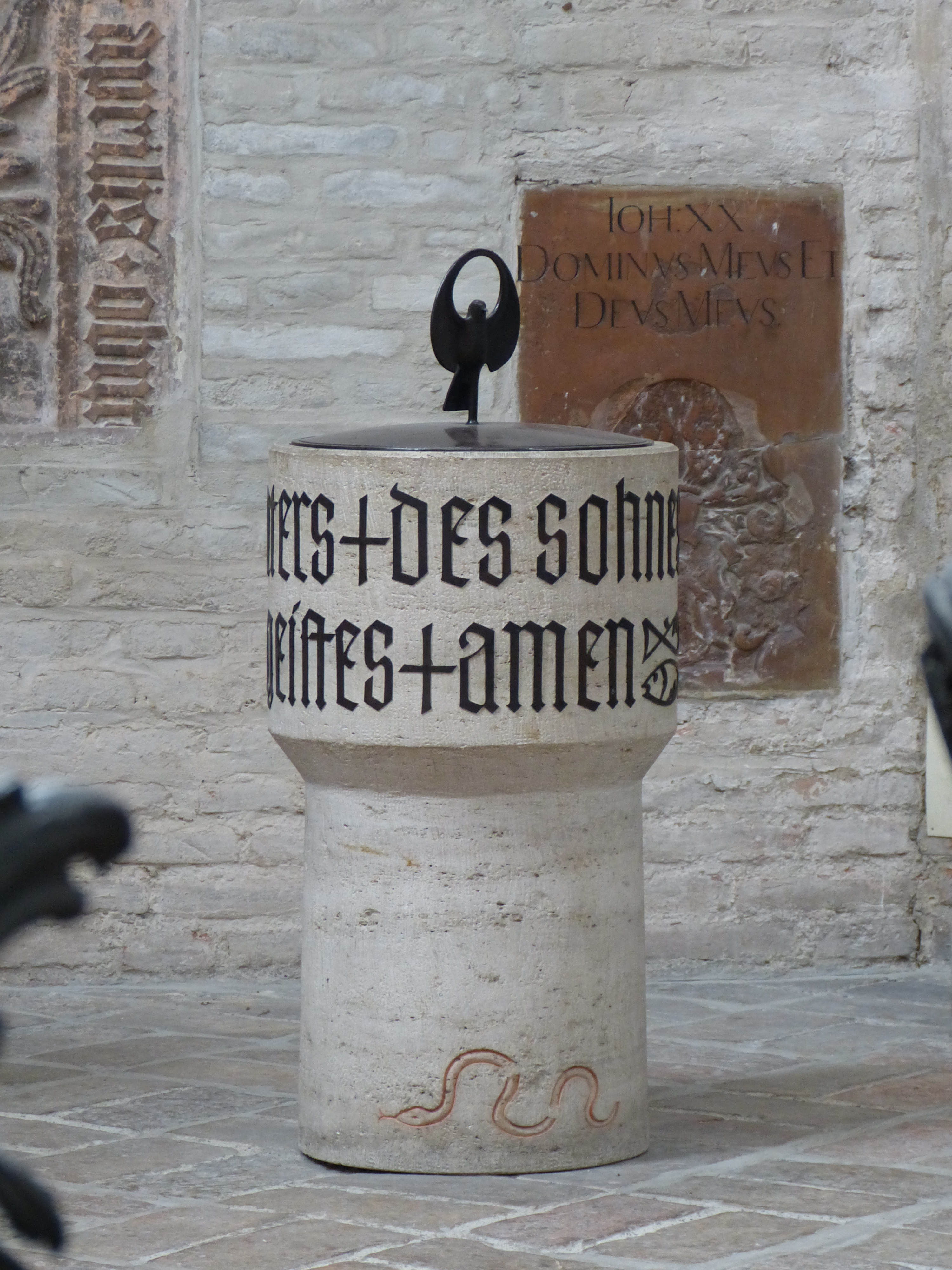
Taufstein
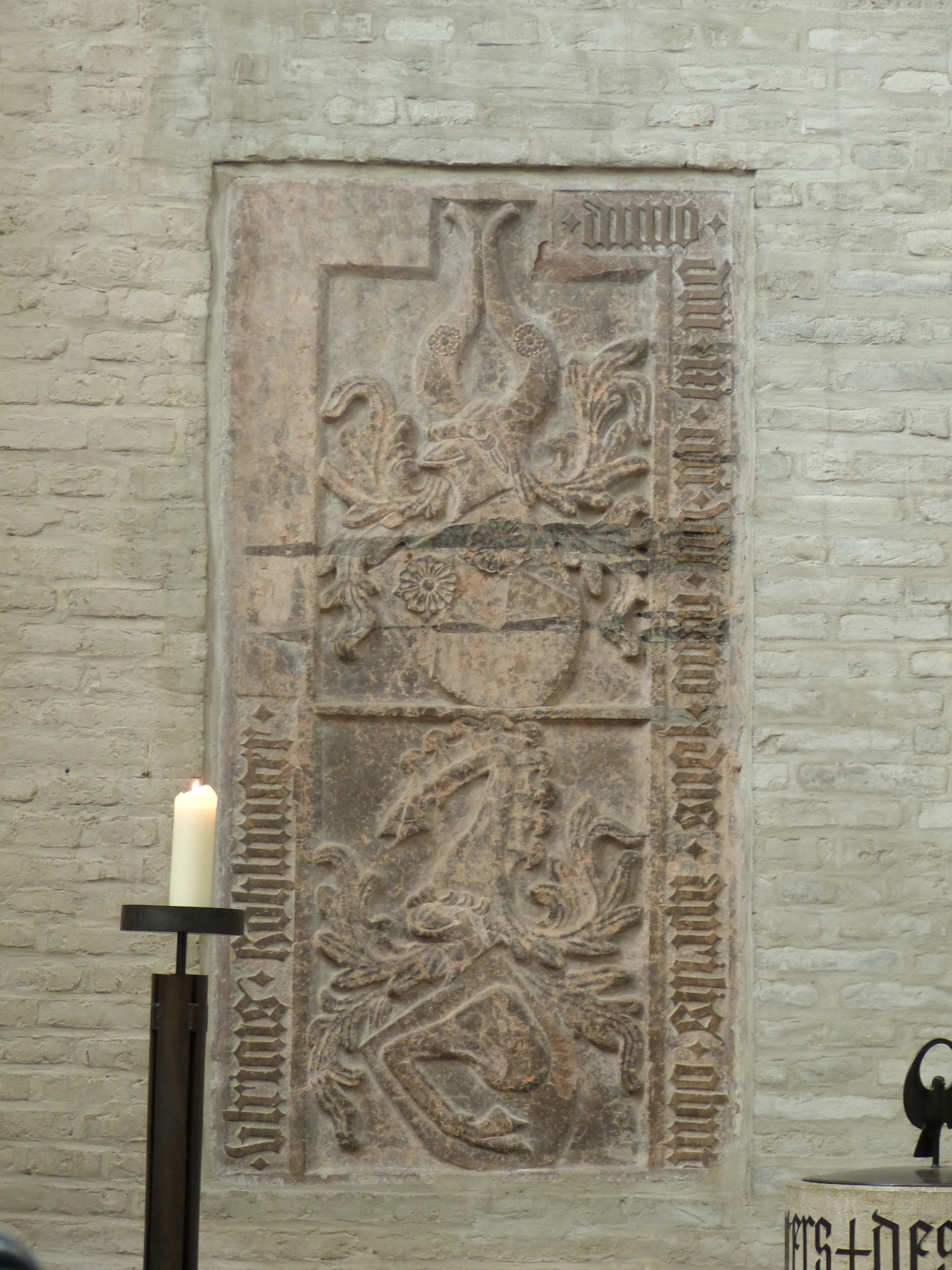
Grabstein
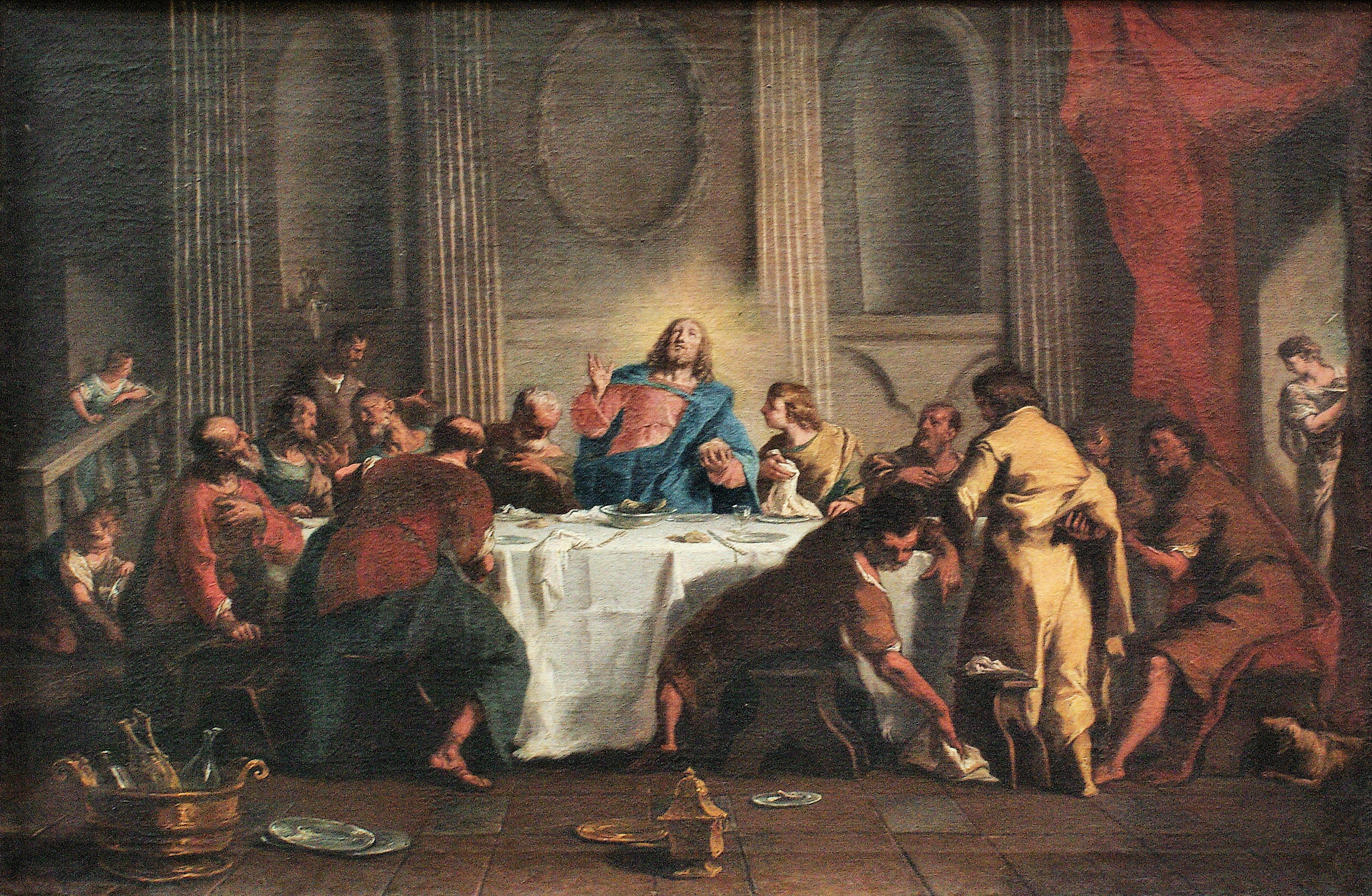
„Das letzte Abendmahl“ von Nicola Grassi

## Pastoren bis zum 19. Jahrhundert
1. 1522 Johann Schilling
2. 1524 Michael Cellarius († 1548)
3. 1551 Hieronymus Härtel
4. 1552 Leonhard Beschel († 1567)
5. 1560 Johannes Rein († 1571)
6. 1571 Christoph Neuberger († 1598)
7. 1586 Jakob Striem
8. 1587 Johannes Rößlin
9. 1580 Bartholomäus Reulich Senior († 1626)
10. 1625 Wolfgang Jakob Christmann († 1631)
11. 1632 Christoph Ehinger († 1633)
12. 1634 Philipp Weber († 1652)
13. 1649 Johann Mayer Senior († 1656)
14. 1656 Philipp Heinrich Weber († 1677)
15. 1678 Johann Jakob Müller († 1706)
16. 1707 Johann Philipp Treuner († 1722)
17. 1717 Gottfried Lomer Senior († 1728)
18. 1729 Philipp Gottfried Harder († 1743)
19. 1743 Johann Gottfried Essich († 1751)
20. 1749 Johann Ulrich Hildebrand († 1756)
21. 1757 Gottfried Holeißen († 1758)
22. 1758 Kaspar Kretz († 1760)
23. 1760 Marc Friedrich Krauß Senior († 1772)
24. 1772 Karl Friedrich Brucker († 1772)
25. 1772 Friedrich Daniel Geuder Senior († 1805)
26. 1805 Johann Daniel Gotthilf Weiler († 1805)
27. 1806 Gottlieb Tobias Wilhelm († 1811)